# Paloma Blanca
Paloma Blanca ist ein Lied der niederländischen Popband George Baker Selection, das im März 1975 erschien.

## Entstehung und Veröffentlichung
Getextet, komponiert und produziert wurde das Lied von Johannes Bouwens, dem Frontmann und Gründer der George Baker Selection.
Die Erstveröffentlichung von Paloma Blanca erfolgte als Single im März 1975 bei Negram Records in den Niederlanden. Diese erschien als 7″-Single mit der B-Seite Dreamboat (Katalognummer: NG 496). Die gleiche Singleausführung erschien im Mai desselben Jahres bei Warner Bros. Records in Deutschland (Katalognummer: WB 16 541) sowie im Juli in den Vereinigten Staaten (Katalognummer: WBS 8115). Im gleichen Jahr erschien das Lied als Teil des gleichnamigen Albums (Katalognummer: WB 56 136), dem zweiten Studioalbum der George Baker Selection.

## Inhalt
Baker wurde dahingehend zitiert, dass das Lied von einem „poor South American farmer“ (englisch armen südamerikanischen Bauer) handle, der den ganzen Tag arbeite und dann unter einem Baum sitze und davon träume, ein weißer Vogel mit der entsprechenden Freiheit zu sein.

## Kommerzieller Erfolg

### Chartplatzierungen
Das Lied avancierte zum Nummer-eins-Hit in Belgien-Flandern, Deutschland, Neuseeland, den Niederlanden, Norwegen, Österreich, Schweden und der Schweiz. Darüber hinaus erreichte es Top-10-Platzierungen in Belgien-Wallonien (Rang 6) und dem Vereinigten Königreich (Rang 10) sowie Chartplatzierungen in den Vereinigten Staaten (Rang 26).
| ChartsChartplatzierungen       | Höchstplatzierung | Wochen/ Monate |
| ------------------------------ | ----------------- | -------------- |
| Deutschland (GfK)              | 1 (37 Wo.)        | 37 Wo.         |
| Flandern (Ultratop)            | 1 (17 Wo.)        | 17 Wo.         |
| Niederlande (Media Markt)      | 1 (14 Wo.)        | 14 Wo.         |
| Österreich (Ö3)                | 1 (9 Mt.)         | 9 Mt.          |
| Schweiz (IFPI)                 | 1 (24 Wo.)        | 24 Wo.         |
| Vereinigte Staaten (Billboard) | 26 (15 Wo.)       | 15 Wo.         |
| Vereinigtes Königreich (OCC)   | 10 (10 Wo.)       | 10 Wo.         |

| ChartsJahrescharts (1975) | Platzierung |
| ------------------------- | ----------- |
| Deutschland (GfK)         | 1           |
| Flandern (Ultratop)       | 1           |
| Niederlande (Media Markt) | 1           |
| Österreich (Ö3)           | 2           |
| Schweiz (IFPI)            | 2           |

### Verkäufe
Paloma Blanca verkaufte sich Quellen zufolge über vier Millionen Mal weltweit. Es avancierte alleine in Deutschland zum Millionenseller, womit es zu den meistverkauften Singles des Landes der 1970er-Jahre zählt. Bis 2025 war es nur einer von sechs Millionenseller aus den 1970er-Jahren auf dem deutschen Musikmarkt.

## Coverversionen

### Nina & Mike
Im Erscheinungsjahr des Originals erschien eine Coverversion des deutschen Musikerduos Nina & Mike. Dieses nahm eine deutschsprachige Version des Liedes auf, dessen Subtext von Hans Bradtke stammte. Für die Produktion zeichnete Jack White verantwortlich. Die Erstveröffentlichung erfolgte im Juli 1975 als 7″-Single bei Ariola, mit der B-Seite Hast du dir alles auch gut überlegt (Katalognummer: 16 080 AT). Im gleichen Jahr erschien es als Teil des gleichnamigen Studioalbums (Katalognummer: 89 154).
| ChartsChartplatzierungen | Höchstplatzierung | Wochen/ Monate |
| ------------------------ | ----------------- | -------------- |
| Deutschland (GfK)        | 6 (15 Wo.)        | 15 Wo.         |
| Österreich (Ö3)          | 7 (4 Mt.)         | 4 Mt.          |

### Ö La Palöma Boys

#### Entstehung und Veröffentlichung
Im Jahr 1999 erschien eine Coverversion zu Paloma Blanca unter dem Titel Ö La Palöma Blanca von den Ö La Palöma Boys. Dabei handelt es sich um eine sächsische Variante des Liedes. Entstanden ist diese unter der Produktion des deutschen Entertainers und Musikers Stefan Raab, dieser entdeckte die beiden in der MDR-Sendung Alles Gute und präsentierte sie zunächst in seiner Late-Night-Show TV total. Durch die steigende Popularität und den großen Anklang nahm er zusammen mit dem Duo das Lied, das sie ursprünglich nur zum Geburtstag ihrer Tante Jutta sangen, im Studio auf.
Die Erstveröffentlichung von Ö La Palöma Blanca erfolgte am 31. Mai 1999 als Single bei Edel Records. Diese erschien als CD-Maxi-Single mit einem weiteren Remix, einem Instrumental sowie dem TV total Theme als B-Seiten (Katalognummer: 0047745). Am 13. März 2000 erschien das Lied zudem als Teil von Raabs fünften Studioalbum TV Total – Das Album (Katalognummer: Rare 0109522BPR).

#### Kommerzieller Erfolg

##### Chartplatzierungen
| ChartsChartplatzierungen | Höchstplatzierung | Wochen |
| ------------------------ | ----------------- | ------ |
| Deutschland (GfK)        | 2 (14 Wo.)        | 14     |
| Österreich (Ö3)          | 10 (9 Wo.)        | 9      |
| Schweiz (IFPI)           | 4 (10 Wo.)        | 10     |

| ChartsJahrescharts (1999) | Platzierung |
| ------------------------- | ----------- |
| Deutschland (GfK)         | 19          |

##### Auszeichnungen für Musikverkäufe
Ö la palöma verkaufte sich Quellen zufolge im deutschsprachigen Raum über 650.000 Mal. Im Jahr seiner Veröffentlichung erhielt das Lied eine Platin-Schallplatte für über 500.000 verkaufte Einheiten in Deutschland.
| Land/Region        | Auszeichnungen für Musikverkäufe (Land/Region, Auszeichnung, Verkäufe) | Verkäufe |
| ------------------ | ---------------------------------------------------------------------- | -------- |
| Deutschland (BVMI) | Platin                                                                 | 500.000  |
| Insgesamt          | 1× Platin ·                                                            | 500.000  |